# Andrew Pagett
Andrew Pagett (* 25. April 1982 in Newport) ist ein walisischer Snookerspieler. Im Amateursnooker wurde er Europameister und Vizeweltmeister sowie zweimaliger walisischer Meister. Zwischen 2003 und 2025 spielte er mit größeren Unterbrechungen auch insgesamt 11 Jahre auf der Profitour.

## Karriere

### Anfänge
Pagett, dessen Vater ein erfolgreicher Poolbillardspieler war, begann mit 14 Jahren mit dem Spielen von Snooker. 1999 nahm er erstmals an der walisischen Snooker-Meisterschaft teil, er schied im Halbfinale gegen Ian Preece aus. 2002 nahm er sowohl an der Europameisterschaft als auch an der Weltmeisterschaft teil, doch beide Male schied er in der Gruppenphase aus. Ein Jahr später stand er im Finale der Europameisterschaft, doch er unterlag David John mit 3:7. Dennoch konnte er sich für die Snooker Main Tour qualifizieren.

### Erste Profijahre
In seiner ersten Saison nahm er an mehreren Events der Challenge Tour teil, doch außer das Viertelfinale im zweiten Event verzeichnete er keine Erfolge. Beim Masters Qualifying Event unterlag er in der zweiten Runde Mike Dunn. Ebenso unterlag er in der zweiten Runde der Qualifikation für die Snookerweltmeisterschaft, diesmal gegen James Reynolds. In der darauffolgenden Saison nahm Pagett wieder an den Events der Challenge Tour teil, doch er kam nicht über die Runde der letzten 32 heraus. Bei der WM-Qualifikation schied er in der dritten Runde aus. Zum Ende der Saison verlor er seinen Main-Tour-Platz.

### Amateurjahre 2005–2008 und Profijahr 2008/09
Direkt 2005 siegte Pagett im Finale der walisischen Snooker-Meisterschaft gegen Michael White. Beim IBSF World Grand Prix 2006 – dem Ersatzturnier für die Amateurweltmeisterschaft 2005 – zog Pagett ins Achtelfinale ein, wo er gegen Mark Boyle ausschied. Bei der Europameisterschaft 2006 schied er in der Runde der letzten 32 gegen Kurt Maflin aus, bei der Amateurweltmeisterschaft im selben Jahr unterlag er im Achtelfinale dem Inder Manan Chandra. In der Saison 2006/07 nahm er zusätzlich an der PIOS-Tour teil, wo er am Ende auf Platz 39 der Rangliste landete und somit eine Qualifikation für die Main Tour verpasste. Auch im folgenden Jahr war er Teilnehmer der PIOS-Tour. Er erreichte im zweiten Event das Finale, was er mit 4:6 gegen Kuldesh Johal verlor. Da er in den weiteren Events lediglich die Runde der letzten 32 erreichte, kam er nur auf Ranglistenplatz 31. Im selben Jahr erreichte er das Achtelfinale der Amateurweltmeisterschaft, was er mit 1:6 gegen den späteren Sieger Atthasit Mahitthi verlor. Bei der Europameisterschaft 2008 verlor er im Halbfinale gegen den späteren Sieger David Grace. Zur Saison 2008/09 bekam er einen der Startplätze auf der Profitour, nachdem er in der Rangliste des walisischen Verbandes die Nummer eins geworden war. Doch bereits nach einem Jahr schied er mit nur vier Erstrundensiegen in den Turnierqualifikationen wieder aus.

### Amateurjahre bis 2010
Im folgenden Jahr nahm Pagett wieder an der PIOS-Tour teil. Obwohl er ein Viertelfinale (was er gegen Jamie Jones verlor) und ein Achtelfinale (was er gegen Alfie Burden verlor) erreichte, kam er zum Ende der Saison auf Ranglistenplatz 38. Durch die anhaltenden Erfolglosigkeit spielte Pagett mit dem Gedanken, das Profisnooker aufzugeben. Im Jahr 2010 gewann er zum zweiten Mal die walisische Meisterschaft durch ein 8:0 über Gareth Allen. Somit blieb er auf regionaler Ebene die Nummer eins, weshalb er in der Saison 2010/11 eine erneute Chance bei den Profis bekam. Zusätzlich erreichte er das Viertelfinale der Europameisterschaft, was er mit 2:5 gegen den Isländer Kristjan Helgason verlor.

### Profijahre 2010–2012
Direkt im zweiten Event der neu geschaffenen Players Tour Championship, eine Serie von Minor-ranking-Turnieren, kam er bis ins Viertelfinale, wo er gegen Marco Fu verlor. Im dritten Event kam er bis ins Achtelfinale, wo er gegen Anthony Hamilton ausschied. Doch bis zu den China Open stellte sich bei Pagett eine erneute Serie der Erfolglosigkeit, insbesondere bei Ranglistenturnieren, ein. Bei der Snookerweltmeisterschaft sorgte er im Gegensatz zur Saison für eine Überraschung. Er kämpfte sich durch alle vier Qualifikationsrunden und besiegte dabei Nigel Bond und Andrew Higginson, sodass er zum ersten Mal in die Hauptrunde einer Weltmeisterschaft einzog. Auch wenn er dort mit 7:10 gegen Jamie Cope verlor, kletterte er auf der Weltrangliste auf Platz 71.
In der nächsten Saison setzt er seine Erfolglosigkeit fort, er erreichte während der gesamten Saison nur zweimal die Runde der letzten 32 bei PTC-Turnieren. Er beendete die Saison auf Weltranglistenplatz 84, sodass er zum dritten Mal seinen Main-Tour-Status verlor.

### Amateurjahr 2012/13
In der nächsten Saison nahm Pagett als Amateur an der Players Tour Championship teil. Ihm gelang im ersten Event der Einzug ins Achtelfinale, was er gegen Stephen Maguire mit 2:4 verlor. Nach zwei Auftaktniederlagen konnte er bei den Antwerp Open den Engländer Stuart Bingham, Thepchaiya Un-Nooh und Neil Robertson besiegen, sodass er im Halbfinale stand. Er verlor mit 1:4 gegen den späteren Sieger Mark Allen. Bei weiteren drei Events verlor Pagett in der ersten Runde. Doch die Achtelfinal- und Halbfinalteilnahme reichten für eine Main-Tour-Qualifikation über die PTC-Rangliste.

### Profijahre 2013–2015
Nach einem verhaltenen Start in die Saison gelang Pagett bei den Yixing Open der Einzug ins Achtelfinale, was er mit 2:4 gegen Scott Donaldson verlor. Nach mehreren frühen Turnierniederlagen spielte Pagett bei der 6-Red World Championship mit. Überraschend überstand er die Gruppenphase, da er unter anderem Barry Hawkins besiegte und in fünf Spielen nur zwei Niederlagen (gegen Ricky Walden und Steve Davis) hinnehmen musste. In der Runde der Letzten 32 verlor er gegen Robert Murphy. Wieder folgte eine Serie von frühen Turnierniederlagen. Erst bei den Antwerp Open konnte er in die Runde der Letzten 32 einziehen, doch er unterlag Tony Drago. Bei den Welsh Open zog er zudem in die Hauptrunde ein, wo Stephen Maguire ihn aus dem Turnier warf. In der Weltmeisterschaftsqualifikation verlor er sein Auftaktspiel mit 2:10 gegen Zhang Anda. Pagett beendete die Saison auf Weltranglistenplatz 103.
Seine siebente Saison als Profi begann mit einem Ausscheiden in der dritten Qualifikationsrunde für die Australian Goldfields Open. Seine zweite Teilnahme bei der 6-Red World Championship verlief nicht so erfolgreich wie die erste, er schied mit nur einem Sieg in der Gruppenphase aus. Im restlichen Saisonverlauf folgten zahlreiche frühe Niederlagen. Lediglich bei den Bulgarian Open und den Indian Open erreichte er die Runde der Letzten 32. In der Qualifikation für die Snookerweltmeisterschaft verlor er nach einem Sieg über Lü Haotian gegen Alan McManus. Es sollte vorerst sein letztes Profispiel sein, denn zum Ende der Saison stand er auf Weltranglistenplatz 80, was nicht für eine Qualifikation für die nächste Saison reichte. Anschließend gab Pagett seinen Rücktritt vom Profisnooker bekannt.

### Amateurzeit ab 2015
Ein Jahr nach seinem Ausscheiden aus der Main Tour nahm Pagett wieder an der walisischen Meisterschaft teil. Er verlor im Halbfinale gegen den Ex-Profi Darren Morgan. In der Saison 2016/17 erhielt Pagett die Startberechtigung für die 6-Red World Championship, doch er schied als Tabellenletzter in der Gruppenphase aus. Ebenfalls 2016 stand er nach Siegen über Ahmed Saif, Lucky Vatnani und Pankaj Advani im Finale der Amateurweltmeisterschaft, was er aber mit 1:8 gegen Soheil Vahedi verlor.
Im Jahr 2017 nahm Pagett wieder an der walisischen Amateurmeisterschaft teil, diesmal schied er in der Runde der Letzten 32 gegen Jamie Rhys Clarke aus. Bei der Europameisterschaft im selben Jahr gelang ihm der Einzug ins Halbfinale, was er aber mit 3:6 gegen Andres Petrov verlor. In der nächsten Saison nahm Pagett an zahlreichen Turnieren teil. Bei der European 6-Reds Championship 2016 schied er im Achtelfinale gegen Tyler Rees aus, bei den EBSA European Snooker Open 2017 verlor er Viertelfinale gegen Landsmann Darren Morgan. Bei den World Games in Breslau schied er im Achtelfinale gegen Alexander Ursenbacher aus. In der Runde der Letzten 32 der IBSF 6-Reds World Championship 2017 verlor er gegen Saleh Mohammadi. Des Weiteren nahm er an der Amateurweltmeisterschaft 2017 teil, wo er in der Runde der Letzten 32 ausschied. Bei der Snookereuropameisterschaft 2018 kam Pagett bis ins Achtelfinale, wo Brendan O’Donoghue ihn mit 2:5 besiegte.
Einen erneuten Versuch für eine Wiederqualifikation wagte Pagett bei der Q School 2018. Im ersten Event war er mit dem Einzug in die Runde der Letzten 64 am erfolgreichsten. Im zweiten Event unterlag er in der ersten Runde dem Deutschen Umut Dikme, im dritten Event verlor er in der zweiten Runde gegen James Cahill. Im August nahm er am Paul Hunter Classic teil, wo er sich mit zwei 4:0-Siegen für die Hauptrunde qualifizieren konnte. Dort unterlag er nach einem 4:1-Sieg über Ashley Hugill in der zweiten Runde Mark Davis.

## Erfolge
| Ausgang         | Jahr | Turnier                                              | Finalgegner    | Ergebnis |
| --------------- | ---- | ---------------------------------------------------- | -------------- | -------- |
| Amateurturniere |      |                                                      |                |          |
| Zweiter         | 2003 | Europameisterschaft                                  | David John     | 3:7      |
| Sieger          | 2005 | Walisische Snooker-Meisterschaft                     | Michael White  | 6:4      |
| Zweiter         | 2007 | Pontin’s International Open Series 2007/08 – Event 2 | Kuldesh Johal  | 4:6      |
| Sieger          | 2010 | Walisische Snooker-Meisterschaft                     | Gareth Allen   | 8:0      |
| Zweiter         | 2016 | IBSF-Snookerweltmeisterschaft                        | Soheil Vahedi  | 1:8      |
| Zweiter         | 2019 | Challenge Tour 2019/20 – Event 2                     | Jake Nicholson | 1:3      |
| Sieger          | 2020 | Europameisterschaft                                  | Heikki Niva    | 5:2      |